# Птахдуауу
Птахдуауу (*д/н —) — давньоєгипетський державний діяч, верховний жрець Птаха в Мемфісі з 2490-х років до н. е.

## Життєпис
Походив з аристократичної родини. Здобув знання як жрець. Зробив кар'єру за правління фараона Мікерина з IV династії. Ймовірно завдяки своїм винятковим здібностям Птахдуауу домігся від фараона заснування посади Верховного жерця Птаха (ур херепу хенмут). Переклад посади — «великий начальник ремісників» — свідчить про основні, додаткові, або спочатку головні обов'язки на цій посаді.
Стосовно діяльності Птахдуауу під час своєї каденції немає відомостей. Його поховано в Саккарі.